# Шамґар
Шамґар (івр. שַׁמְגַּר בֶּן - עֲנָת, Шамґар бен Анат, Шамґар, син Аната) — третій суддя Ізраїльський. Був учнем і наступником Егуда.
Цей період життя був небезпечний для народу Ізраїля: «За днів Шамґара, сина Анатового, спорожніли дороги, подорожні ж ходили крутими дорогами» (Сд. 5:6). Шамґар дуже сильний і хоробрий. Книга Суддів розповідає, що він побив 600 філістимлян самим лише києм для худоби (Сд. 5:31), що може свідчити про його селянське походження і відсутність зброї у народу. Свідченням цього є і такі слова з пісні Девори: «Поправді кажу вам, небачений щит був і спис в сорок тисяч Ізраїля!» (Сд. 5:8). Якщо Шамґар не був сучасником Барака і Девори, то очевидно він безпосередньо передував їм. Шамґар судив народ Ізраїлю менше одного року за ним слідувала Девора (Сд. 4:5).